# Casinaria flavicoxator
Casinaria flavicoxator är en stekelart som beskrevs av Aubert 1960. Casinaria flavicoxator ingår i släktet Casinaria och familjen brokparasitsteklar. Inga underarter finns listade.